# 751
Вижте пояснителната страница за други значения на 751.

## Събития
- Битката при Талас. Арабите разгромяват китаиците. Исляма завладява централна Азия.

...
Пипин Къси е коронясан

## Родени
- Карлман I., Карломан, крал на франките, син на Пипин III и брат на Карл Велики.